# Ápio Assunção
Ápio do Carmo Assunção (Oliveira de Azeméis, Pinheiro da Bemposta) foi presidente da câmara municipal de Oliveira de Azeméis.
Eleito em 2001, voltou a vencer as eleições autárquicas em 2005. Representou o Partido Social Democrata.